# Компаніївська волость
Компаніївська волость — історична адміністративно-територіальна одиниця Єлизаветградського повіту Херсонської губернії із центром у селі Компаніївка.
Станом на 1886 рік складалася з 16 поселень, 16 сільських громад. Населення — 5793 особи (2969 чоловічої статі та 2724 — жіночої), 976 дворових господарств.
|                     | Площа, десятин | У тому числі орної, дес. |
| ------------------- | -------------- | ------------------------ |
| Сільських громад    | 6473           | 5202                     |
| Приватної власності | 27264          | 7430                     |
| Казенної власності  | —              | —                        |
| Іншої власності     | 32             | 8                        |
| Загалом             | 33769          | 12640                    |

Основні поселення волості:
- Компаніївка (Титове) — колишнє власницьке село при річці Комишувата за 25 верст від повітового міста, 384 особи, 73 дворових господарств, православна церква, земська станція. За 7½ верст — каплиця. За 9 верст — земська станція.
- Олександрівка (Зеленівка, Вошива) — колишнє власницьке село при річці Вошива, 281 особа, 60 дворових господарств, школа.
- Комишувата (Ботовського) — колишнє власницьке село при річці Комишувата й ставках, 625 осіб, 109 дворових господарств, школа.
- Красновертка — колишнє власницьке село при річці Комишувата й ставках, 305 осіб, 64 дворових господарства, школа.
- Мар'янівка (Мар'яновича) — колишнє власницьке село при річці Вошива й ставках, 286 осіб, 53 дворових господарства, школа.

За даними 1896 року у волості налічувалось 37 поселень, 1337 дворових господарств, населення становило 8364 особи.